# Ginestar (kommun)
Ginestar är en kommun i Spanien.   Den ligger i provinsen Província de Tarragona och regionen Katalonien, i den östra delen av landet, 400 km öster om huvudstaden Madrid. Antalet invånare är 937. Arean är 15,8 kvadratkilometer. Ginestar gränsar till Benissanet, Tivissa, Rasquera och Miravet. 
Terrängen i Ginestar är huvudsakligen platt, men österut är den kuperad.